# Millet ve Adalet Partisi
Die Millet ve Adalet Partisi (deutsch Nation- und Gerechtigkeitspartei, kurz MİLAD) ist eine Kleinstpartei in der Türkei, die am 19. November 2014 vom Abgeordneten für Ordu und früheren Innenminister İdris Naim Şahin gegründet wurde. Şahin spaltete sich nach dem Korruptionsskandal 2013 von der regierenden Gerechtigkeits- und Aufschwungpartei (AKP) ab und beschuldigte den damaligen Ministerpräsidenten Tayyip Erdoğan unter anderem der Unterminierung des Rechtsstaats.